# Vertentes
Vertentes är en kommun i Brasilien.   Den ligger i delstaten Pernambuco, i den östra delen av landet, 1 600 km nordost om huvudstaden Brasília. Antalet invånare är 18 267. Arean är 191 kvadratkilometer.
Terrängen i Vertentes är platt österut, men västerut är den kuperad.
Omgivningarna runt Vertentes är huvudsakligen savann. Runt Vertentes är det ganska tätbefolkat, med 56 invånare per kvadratkilometer.